# Districten van Israël

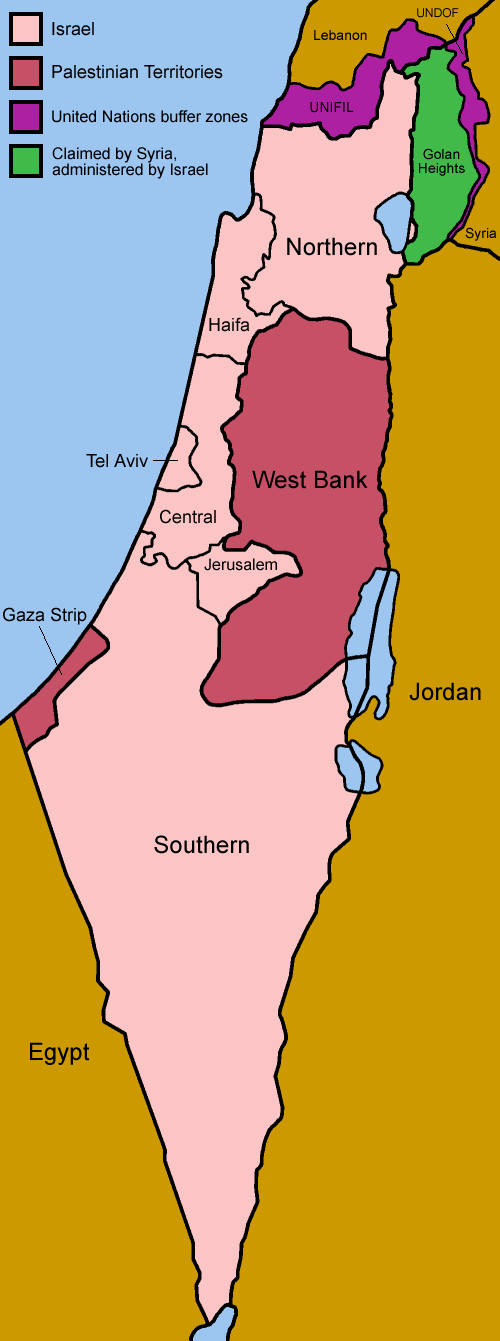
Kaart

De districten van Israël (district is mechoz, meervoud mechozot) zijn administratieve bestuursgebieden. Ze zijn ingesteld door het ministerie van Binnenlandse Zaken en bindend voor onder andere planologie en statistiek. Andere ministeries en overheidsdiensten gebruiken soms dezelfde en soms een eigen regionale indeling. De regionale zaken worden geregeld door de regering en de gemeenten tezamen, met een nadruk op de regering (hoewel de gemeenten binnen hun jurisdictie relatief autonoom zijn).

## Indeling
Er zijn 7 hoofddistricten. De districten Noord, Haifa, Centrum en Zuid zijn wegens hun omvang om bestuurlijke redenen weer onderverdeeld in subdistricten (nafa, mv. nafot).
- Jeruzalem District (Jeroesjalajiem), hoofdstad Jeruzalem
- Noordelijk District (Tsafon), hoofdstad Nazareth
  - Tzefat (subdistrict)
  - Kinneret (subdistrict)
  - Jizre'el (subdistrict)
  - Akko (subdistrict)
  - Golan (subdistrict), geannexeerd Syrisch gebied
- Haifa District (Chefa), hoofdstad Haifa
  - Haifa (subdistrict)
  - Hadera (subdistrict)
- Centraal District (Merkaz), hoofdstad Ramla
  - Sharon (subdistrict)
  - Petach Tikwa (subdistrict)
  - Ramla (subdistrict)
  - Rechowot (subdistrict)
- Tel Aviv District (Tel Aviv), hoofdstad Tel Aviv
- Zuidelijk District (Darom), hoofdstad Beër Sjeva
  - Ashkelon (subdistrict)
  - Beer Sheva (subdistrict)
- Judea en Samaria Gebied
  - Ariël, hoofdstad (Israëlische nederzetting)

## Bezette gebieden
Hoewel de door Israël bezette gebieden, inclusief Oost-Jeruzalem, internationaal niet als soeverein Israëlisch gebied worden erkend, zijn zij om zowel praktische als politieke redenen  in de statistiek van het Israëlisch Centraal Bureau voor de Statistiek (ICBS) samengevoegd.
Het Judea en Samaria Gebied, dat de bezette Westelijke Jordaanoever exclusief Oost-Jeruzalem omvat, is een afzonderlijk district dat alleen de Israëlische nederzettingen buiten Oost-Jeruzalem insluit. De nederzettingen in Oost-Jeruzalem zijn administratief samengevoegd met West-Jeruzalem tot het Jeruzalem District. De bezette Golan is in het Noordelijk District ingevoegd. Op de Golan bevinden zich meer dan 30 nederzettingen met circa 20.000 kolonisten. Daarnaast wonen er nog ongeveer net zoveel Syriërs. Volgens het ICBS
woonden in het Golan subdistrict eind 2019 ruim 50.000 burgers, waarvan ruim 23.000 joodse kolonisten en 26.000 Arabische burgers.